# 水田洋
水田洋（1919年9月3日—2023年2月3日），日本社会思想史学家，出生于東京市（今 东京都港区）。在其经济思想史研究中，对亚当·斯密的研究可说是世界级人物。1998年12月首次作为社会思想史学家成为日本学士院会员。此外他还是日本尊严死协会的会员。

## 生平
水田自港区立青南小学校毕业后，进入东京府立第一中学（现在是东京都立日比谷高等学校）学习了四年。由于讨厌府立一中的校风，中学四年就进入东京商科大学（现为一桥大学）预科，后进学该大并于1941年毕业。1942年进入东亚研究所。二战时在陆军服役并在爪哇部队所属军政监察部调查室进行农村状况的调查。战后经历了一段俘虏生活后，1946年作为特别研究生回到东京商科大学学习，指导教授是高岛善哉。由于被其师高岛的学长、在一桥大学具有绝对影响力的大塚金之助讨厌而不能继续留在一桥大学、试图就职北海道大学时，遭到杉本荣一的反对，说“可要变成乡下人的啊！”于是他在1949年进入名古屋大学法经系担任助教授，1954年到1956年赴（亚当·斯密曾经读书和教学过的）英国格拉斯哥大学留学后，1958年成为该大教授经济学系教授。1960年获得经济学博士学位。1966年任名古屋大学经济学系主任。1983年退休担任该大名誉教授。从1983年到1994年担任名城大学商学部教授。
如果把高岛善哉、大河内一男、大道安次郎作为日本真正研究亚当·斯密的第一代的话，那么水田就是与内田义彦、小林升并列所形成的第二代，被称为是由其成员内田所命名的“市民社会青年学院主义”（市民社会青年アカデミズム）。
在学界中，一部分学者将其与长洲一二、本间要一郎以及平田清明并称为“高岛门下的四天王”。
在学术风格上，水田特别注重书目方面，作为古典文献的修订研究中经常会被提及。《道德感情论》《国富论》的翻译正是其研究的外延，特别是对于前者的关注，比作为《国富论》200年纪念而于1976年出版的格拉斯哥版亚当·斯密著作和书信集（The Glasgow Edition of the Works and Correspondences of Adam Smith）还要早。在书目学方面，有其对亚当·斯密藏书目录的补充编辑，以及利用大学中的纪要对《爱丁堡评论》（Edinburg Review）的重印等方面的工作 。这种学术风格在水田的先驱性工作之外，对于佐藤金三郎的马克思研究、田中正司的洛克和斯密研究，都有较大的影响。
值得一提的是，水田对于翻译亚当·斯密的The Theory of Moral Sentiments时首先修改了此前翻译家们对于这个书名的翻译，将原先的《道德情操论》更名为《道德感情论》，而中文译本至今还沿袭着前者。这充分体现了他对亚当·斯密思想深入透彻地了解。
水田作为社会中的个人，还积极参与各类市民运动。他担任了日本阵亡学生纪念会理事长、要求市议会调查研究费进行信息公开的“名古屋市民之会”代表、“走向不战的网络”代表、“思考爱知环境与开发的市民论坛”召集人等。此外，他还经常作为“退休金领取者”，向朝日新闻的“声音”（『声』）专栏投稿。
他的夫人水田珠枝（1929年— ）是名古屋经济大学教授，女性主义思想史研究的学者。由于其夫人的反对，水田没有被授勋。
要为水田建立一分著述表是沉长和困难的。但不可否认，他的翻译工作是巨大的，其中包括霍布斯的《利维坦》；亚当·斯密的《道德感情论》、《国富论》、《法学讲义》；密尔的《代议制政府》等的日文翻译，全部是当今日本对于古典书目的通行版本、并被收入文库出版。他所倡导设立的“亚当·斯密的（研究）会”最近还翻译了《亚当·斯密哲学论文集》、辛普森所著的最新斯密传记和其他围绕斯密的著作。不仅如此，水田自身的研究著述也是丰富的，其中最有代表性的可能是他早在1968年出版的《亚当·斯密研究》了，而最近的有其2006年对其前著大幅修改后出版的《新稿：社会思想小史》。